# Langschwänzige Braunzahn-Spitzmaus
Die Langschwänzige Braunzahn-Spitzmaus (Episoriculus leucops) ist eine Spitzmausart aus der Gattung Episoriculus. Sie ist in Südasien im Norden Indiens und in Nepal, in Zentral- und Südchina sowie in Myanmar verbreitet.

## Merkmale
Mit einer Kopf-Rumpf-Länge von 5,3 bis 8,1 Zentimetern zählt die Langschwänzige Braunzahn-Spitzmaus zu den mittelgroßen Spitzmausarten. Der Schwanz erreicht eine Länge von 5,8 bis 8,3 Zentimetern und der Hinterfuß von 1,2 bis 1,9 Zentimetern. Die Rücken- und Bauchfärbung ist einheitlich dunkel schwarzbraun bis eisengrau. Der Schwanz ist in etwa gleich lang wie die Kopf-Rumpf-Länge und ist im Vergleich zu anderen Arten, vor allem der sympatrisch vorkommenden Hodgsons-Braunzahn-Spitzmaus (Episoriculus caudatus), vergleichsweise lang.
Der Schädel hat eine maximale Länge von 18 bis 21 Millimetern und ist damit etwas größer als der anderer Arten der Gattung.

## Verbreitung

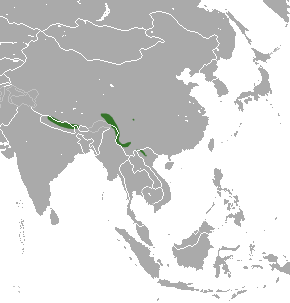
Verbreitungsgebiete der Langschwänzigen Braunzahn-Spitzmaus

Die Langschwänzige Braunzahn-Spitzmaus ist über Teile der Hochgebirge Südasiens, den Südwesten Chinas und Teilen des Nordens von Südostasien verbreitet. Das Gebiet reicht in Südasien vom Norden Indiens in Sikkim bis Nepal, wobei die Art in Höhen bis 2.900 Metern lebt. In der Volksrepublik China findet sich die Art in den Provinzen Xizang, Sichuan und Yunnan in Höhen von 3.000 bis 3.500 Metern, zudem lebt die Art im Norden von Myanmar und Vietnam.

## Lebensweise
Der bevorzugte Lebensraum der Langschwänzigen Braunzahn-Spitzmaus befindet sich in mittleren bis hohen Höhenlagen oberhalb von 2.000 bis 3.500 Metern, wobei sie feuchte Rhododendron-, Laub- und Nadelwälder besiedelt. Zudem lebt die Art in feuchten Bambusvorkommen, Gebüschen und im Grasland und findet sich auch im Bereich von menschlichen Siedlungen und landwirtschaftlich genutzten Flächen. Dabei kommt sie sympatrisch mit der etwas kleineren Episoriculus caudatus vor.
Die Nahrung besteht im Wesentlichen aus Regenwürmern und anderen wirbellosen Tieren. Über die Fortpflanzung liegen kaum Daten vor, wahrscheinlich bekommen die Weibchen bei einem Wurf bis sechs Jungtiere.

## Systematik
Die Langschwänzige Braunzahn-Spitzmaus wird als eigenständige Art innerhalb der Gattung Episoriculus eingeordnet, die aus vier Arten besteht. Die wissenschaftliche Erstbeschreibung stammt von Thomas Horsfield aus dem Jahr 1855.
Innerhalb der Art wird neben der Nominatform E. leucops leucops mit E. leucops baileyi insgesamt zwei Unterarten unterschieden.

## Bedrohung und Schutz
Die Art wird von der International Union for Conservation of Nature and Natural Resources (IUCN) aufgrund des relativ großen Verbreitungsgebiets in Asien, ihrer guten Anpassungsfähigkeit und der angenommenen Bestandsgröße als nicht gefährdet („least concern“) eingestuft. Gefährdungen für die Art sind nicht bekannt und ein signifikanter Rückgang der Populationen wird nicht angenommen, regional kann sie durch Lebensraumveränderungen gefährdet sein.

## Belege
1. 1 2 3 4  Robert S. Hoffmann, Darrin Lunde: Long-Tailed Red-Toothed Shrew. In: Andrew T. Smith, Yan Xie: A Guide to the Mammals of China. Princeton University Press, Princeton NJ 2008, ISBN 978-0-691-09984-2, S. 310–311.
2. 1 2 3  Episoriculus leucops in der Roten Liste gefährdeter Arten der IUCN 2012.2. Eingestellt von: S. Molur, 2008. Abgerufen am 16. Juni 2013.
3. 1 2 3  Episoriculus leucops (Memento des Originals vom 10. November 2013 im Internet Archive)  Info: Der Archivlink wurde automatisch eingesetzt und noch nicht geprüft. Bitte prüfe Original- und Archivlink gemäß Anleitung und entferne dann diesen Hinweis.. In: Don E. Wilson, DeeAnn M. Reeder (Hrsg.): Mammal Species of the World. A taxonomic and geographic Reference. 2 Bände. 3. Auflage. Johns Hopkins University Press, Baltimore MD 2005, ISBN 0-8018-8221-4.